# Fosfatidilserina
La fosfatidilserina (abbrev.  'FS', 'Ptd-L-Ser'  o  'PS' ) è un fosfolipide e un importante componente della membrana plasmatica, che svolge un ruolo chiave nella segnalazione del ciclo cellulare, specificamente in relazione all'apoptosi. Nella cellula sana è normalmente esposta sul versante citoplasmatico. Quando spontaneamente trasloca sul versante extracellulare, le flippasi (enzimi) provvedono a farla ritornare nella sua sede d'origine.

## Segnalazione cellulare
La fosfatidilserina funge da segnale in grado di promuovere la fagocitosi da parte dei macrofagi. Infatti la membrana plasmatica è caratterizzata da una asimmetria tra foglietto esterno ed interno, cioè differenze nella componente lipidica e proteica tra i due; normalmente si trova una percentuale di fosfatidilserina maggiore sull'emistrato interno della membrana plasmatica. Invece durante il processo di apoptosi la fosfatidilserina viene esposta, ad opera di floppasi, sul foglietto esterno della membrana plasmatica (segnale di "eat me") provocando il riconoscimento della cellula da parte dei fagociti e la sua successiva eliminazione.
Inoltre, la presenza di fosfatidilserina sulla superficie esterna delle piastrine, promuove la coagulazione e la trombosi, aumentando la concentrazione della trombina di oltre un milione di volte.

## Integrazione e benefici per la salute

### Memoria e cognizione
I primi studi di fosfatidilserina sulla memoria e cognizione utilizzarono la molecola isolata dal cervello bovino (BC-PS).
La fosfatidilserina permette una più efficace comunicazione tra i neuroni facilitando la conduzione degli impulsi nervosi. Questo potrebbe tradursi in un sistema neuro-muscolare più efficace. Diversi studi confermano la virtù della fosfatidilserina bovina sul ripristino delle capacità mnemoniche dovute all'invecchiamento. Attualmente, la maggior parte di prodotti, disponibili in commercio, sono a base di cavolo o di soia (S-PS) a causa del rischio di mucca pazza nel tessuto cerebrale dei bovini. Questi prodotti a base di piante hanno una struttura chimica simile, ma non identico ai supplementi derivati dal cervello bovino (BC-PS). per esempio, la FDA americana osserva che "la molecola fosfatidilserina da lecitina di soia (S-PS) contiene acidi principalmente polinsaturi, mentre la molecola di fosfatidilserina isolata dal cervello bovino (BC-PS) contiene principalmente acidi grassi saturi e monoinsaturi e acidi grassi polinsaturi a catena lunga". Studi clinici sull'uomo hanno scoperto che "una supplementazione giornaliera con la S-PS [fosfatidilserina soia-derivata] non ha effetti sulla memoria o altre funzioni cognitive negli anziani con disturbi di memoria"
Più promettenti, anche se poche, le ricerche sulla Ovo-fosfatidilserina (E-PS) e Ovofosfolipidi. Questi acidi grassi hanno una struttura specifica, simile a quella dei fosfolipidi di membrana delle cellule cerebrali umane. Queste molecole contengono acidi grassi polinsaturi a catena lunga, omega 6 e omega 3, che permettono una ottimale fluidità delle membrane neuronali. Questa fluidità è essenziale per la loro attività in quanto le membrane sono il sito della trasmissione delle informazioni da una cellula nervosa all'altra attraverso la propagazione degli impulsi nervosi e secrezione di messaggeri chimici, chiamati neurotrasmettitori. Ad esempio, GABA agisce sull'equilibrio nervoso, la dopamina sull'umore e l'acetilcolina sulla memoria.
Ricerche biochimiche hanno dimostrato che la capacità, le prestazioni mentali, i disturbi del sonno o dell'umore o di apprendimento, sono direttamente connessi alla composizione e struttura delle membrane dei neuroni. 
In caso di stanchezza o durante l'invecchiamento, questi acidi grassi sono degradati, rendendo la membrana meno efficace e causando disturbi dell'attività cerebrale (perdita di memoria, irritabilità, insonnia, ecc.).